# قائمة الهجمات الصاروخية الفلسطينية على إسرائيل 2013
فيما يلي قائمة مفصلة بالهجمات الصاروخية الفلسطينية على إسرائيل في 2013. انطلقت كل الهجمات من قطاع غزة مالم يذكر خلاف ذلك. أطلق على مدار العام 52 صاروخاً و16 قذيفة هاون على إسرائيل، وانطلقت الغالبية العظمى منها من قطاع غزة. كان هذا العام هو الأقل من حيث عدد الهجمات الصاروخية منذ 2001.

## ملخص
يلخص الجدول التالي محتوى المقالة أدناه.
| الشهر   | عدد الصواريخ | عدد الصواريخ | تأثير الصواريخ | تأثير الصواريخ | الرد الإسرائيلي | الرد الإسرائيلي |
|         | صاروخ        | قذيفة هاون   | قتيل           | جريح           | قتيل            | جريح            |
| ------- | ------------ | ------------ | -------------- | -------------- | --------------- | --------------- |
| يناير   |              |              |                |                |                 |                 |
| فبراير  | 1            |              |                |                |                 |                 |
| مارس    | 4            |              |                |                |                 |                 |
| أبريل   | 17           | 5            |                |                | 1               |                 |
| مايو    | 1            | 4            |                |                |                 |                 |
| يونيو   | 5            |              |                |                |                 |                 |
| يوليو   | 5            | 2            |                |                |                 |                 |
| أغسطس   | 4            |              |                |                |                 |                 |
| سبتمبر  | 8            |              |                |                |                 |                 |
| أكتوبر  | 3            | 2            |                |                |                 |                 |
| نوفمبر  |              | 5            |                |                |                 |                 |
| ديسمبر  | 4            |              |                |                |                 |                 |
| المجموع | 52           | 18           | 0              | 0              | 1               | 0               |

## يناير
لم تقع هجمات صاروخية من الجانب الفلسطيني على إسرائيل في يناير.

## فبراير
أطلق الفلسطينيون صاروخاً واحداً على إسرائيل خلال الشهر.
26 فبراير
أطلق الفلسطينيون صاروخاً متوسط المدى على عسقلان، وسقط على طريق قرب المدينة دون وقوع إصابات، ولم تنطلق صافرات الإنذار في المدينة. وأعلنت كتائب شهداء الأقصى، الجناح العسكري لحركة فتح، مسؤوليتها عن الهجوم في بيان لها جاء فيه أن الهجوم هو رد أول على وفاة عرفات جرادات في السجون الإسرائيلية. ويعد الهجوم، الذي تزامن مع تصاعد أعمال العنف في الضفة الغربية الواقعة تحت سيطرة فتح، هو الأول من نوعه منذ وقف إطلاق النار في 21 نوفمبر 2012. في المقابل أنكرت حركة حماس إطلاق أي صواريخ من قطاع غزة. ردت إسائيل بإغلاق معبر كرم أبو سالم دون اتخاذ إجراءات عسكرية.

## مارس
أطلق الفلسطينيون 4 صواريخ على إسرائيل في هجوم واحد خلال الشهر.
21 مارس
عند حوالي 7:15 ص، في اليوم التالي من زيارة رئيس الولايات المتحدة باراك أوباما لإسرائيل، أطلق الفلسطينيون في بيت حانون 4 صواريخ على سديروت، مما أدى لانطلاق صافرات الإنذار في المدينة وإجبار السكان على التوجه إلى الملاجئ. سقط صاروخ في فناء منزل، وتناثرت شظاياه التي اخترقت الجدران وتسببت في تحطيم النوافذ، بينما سقط مقذوف آخر في منطقة مكشوفة في شاعر النقب، ورجح وقتها أن الصاروخين الباقيين سقطا داخل قطاع غزة. ولم تقع إصابات نتيجة الهجوم. أعلن مجلس شورى المجاهدين مسؤوليته عن الهجوم في بيان على الإنترنت جاء فيه أن الهدف من الهجوم كان إظهار عجز القوات الجوية الإسرائيلية عن إيقاف الهجمات الصاروخية على إسرائيل أثناء زيارة أوباما، الذي وصفه البيان بكلب الروم.
في 2 أبريل، عثرت الشرطة الإسرائيلية على ما يبدو أنه بقايا صاروخ ثالث في روضة أطفال في سديروت، ولم يتم تحديد موقعه ابتداء لأن الروضة كانت مغلقة يوم عطلة عيد الفصح اليهودي.

## أبريل
أطلق الفلسطينيون 17 صاروخاً و5 قذائف هاون عى إسرائيل في 13 هجمة منفصلة خلال الشهر. أطلق صاروخان من مصر.
2 أبريل
نفذ الفلسطينيون محاولة لإطلاق قذيفتي هاون على إسرائيل، سقط كلاهما في قطاع غزة. لاحقاً في المساء، أطلقت قذيفة ثالثة على إشكول، دون وقوع أضرار أو إصابات.
أعلن مجلس شورى المجاهدين مسؤوليته عن الهجمات، وقال أنه جاء رداً على وفاة الأسير الفلسطيني ميسرة أبو حمدية في السجون الإسرائيلية ذلك اليوم. تسببت وفاة أبو حمدية أيضاً في وقوع أعمال عنف في القدس الشرقية والضفة الغربية. ردت إسرائيل بغارات جوية على هدفين في قطاع غزة تلك الليلة، دون وقوع إصابات. وتعد هذه هي الغارة الجوية الإسرائيلية الأولى على قطاع غزة منذ الحرب على غزة 2012.
3 أبريل
عند حوالي 7:30 ص، أطلق الفلسطينيون صاروخين على سديروت، مما تسبب في انطلاق صافرات الإنذار وهرع العائلات إلى الملاجئ، دون وقوع إصابات أو أضرار.
أدان المبعوث الخاص للأمم المتحدة في الشرق الأوسط روبرت سيري "إطلاق الصواريخ العشوائي على المناطق المدنية" ودعا إسرائيل لضبط النفس. من جانبها قالت فرنسا أنها "تدين بشدة" إطلاق الصواريخ على السكان المدنيين جنوب إسرائيل.
أعلن مجلس شورى المجاهدين مسؤوليته عن الهجوم، كما زعم أن شرطة حماس اعتقلت اثنين من عناصرها بسبب الهجوم. في المقابل نفت وزارة الداخلية في غزة اعتقالها أي شخص بتهمة مقاومة الاحتلال.
4 أبريل
في الصباح الباكر، أطلق الفلسطينيون صاروخاً و3 قذائف هاون على إسرائيل. سقط الصاروخ على منطقة مكشوفة في إشكول عند حوالي 2 ص، مما تسبب في انطلاق صافرات الإنذار في المناطق القريبة، بينما سقطت قذيفتي الهاون داخل قطاع غزة. ولم تقع إصابات أو أضرار.
دعا مندوب إسرائيل لدى الأمم المتحدة رون بروسور مجلس الأمن لإدانة الهجمات الصاروخية، وكتب: "لقد حان الوقت ليبدأ مجلس الأمن في القلق بشأن أمان المواطنين الإسرائيليين أيضاً".
7 أبريل
في المساء، مع بداية استعداد الإسرائيليين لإحياء ذكرى الهولوكوست وتزامناً مع زيارة وزير الخارجية الأمريكي جون كيري للمنطقة، أطلق الفلسطينيون 3 صواريخ على إسرائيل، انفجر أحدها في منطقة مكشوفة في شاعر النقب، بينما يرجح سقوط الصاروخين الآريت داخل قطاع غزة، ولم تقع إصابات أو أضرار.
عقب الهجوم، أغلقت إسرائيل جزئياً حواجزها الحدودية مع قطاع غزة، وتركت حاجز بيت حانون مفتوحاً جزئياً للحالات الإنسانية. أعادت إسرائيل فتح المعابر بشكل كامل في 12 أبريل.
17 أبريل
عند حوالي 9 ص، أطلق صاروخين غراد 122 مم على إيلات، مما تسبب في انطلاق صافرات الإنذار. ويرجح أن الصواريخ أطلقت من شبه جزيرة سيناء في مصر. انفجر أحد الصواريخ في موقع بناء في أحد الأحياء السكنية، بينما سقط الآخر مقابل قطاع الفنادق الرئيسي قرب الحدود الأردنية. لم تقع إصابات أو أضرار، إلا أن بعض السكان عانى من تفاعل حاد للكرب. وأدى الهجوم لإغلاق مطار إيلات مؤقتاً بشكل كامل. ولم تتمكن بطارية القبة الحديدية المنشورة في المدينة من اعتراض الصواريخ. كما سقط صاروخان في مدينة العقبة الأردنية المجاورة.
أعلن مجلس شورى المجاهدين مسؤوليته عن الهجوم، قائلاً إنه استهدف إيلات المحتلة رداً على المعانة المستمرة للمعتقلين المضطهدين في السجون الإسرائيلية.
18 أبريل
عند حوالي 11 م، أطلق الفلسطينيون صاروخين على إشكول، دون وقوع إصابات أو أضرار، ولم تنطلق صافرات الإنذار.
21 أبريل
قبل الفجر، أطلق الفلسطينيون صاروخاً على إشكول، مما تسبب في انطلاق صافرات الإنذار وهرع السكان إلى الملاجئ، دون وقوع إصابات أو أضرار.
27 أبريل
عشية عطلة عيد لاك بعومر اليهودي، أطلق الفلسطينيون صاروخاً على سدوت النقب. انفجر الصاروخ قرب منطقة سكنية دون وقوع إصابات أو أضرار، وتم توجيه الأطفال الذين كانوا يحتفلون بشعلات النار بالعودة إلى المنازل.
ردت إسرائيل بغارات جوية على موقعين في جنوب قطاع غزة يتبعان للجبهة الديمقراطية لتحرير فلسطين عبارة عن منشأة تدريب وموقع تخزين أسلحة، دون وقوع إصابات. بالإضافة إلى ذلك، أغلقت إسرائيل معبر كرم أبو سالم أمام الفلسطينيين، مع فتحه حصرياً للحالات الإنسانية. وقال الجيش الإسرائيلي أنه "لن يتقبل أي محاولة لأذية المواطنين الإسرائيلين، ولن يسمح بالعودة لواقع ما قبل عملية عامود السحاب حيث كان المواطنون الإسرائيليون يشعرون بالتهديد".
29 أبريل
قبل الفجر، أطلق الفلسطينيون صاروخاً على إشكول. انفجر الصاروخ في منطقة مكشوفة دون أن يتسبب في إصابات أو أضرار، وانطلقت صافرات الإنذار في المناطق القريبة.
30 أبريل
تبنت كتائب الأنصار إطلاق 5 قذائف هاون على كرم أبو سالم وحوليت في مجلس إشكول الإقليمي. رغم ذلك، لم يتم رصد قصف بقذائف الهاون في إسرائيل، ورجح أن القذائف سقطت داخل قطاع غزة. وقالت الحركة أن الهجمات جاءت رداً على القتل المتعمد لهيثم المشعل، الذي اتهمته إسرائيل بالضلوع في الهجمات الأخيرة على إيلات.

## مايو
أطلق الفلسطينيون صاروخاً واحداً و4 قذائف هاون على إسرائيل في 3 هجمات منفصلة خلال الشهر.
2 مايو
في المساء، أطلق الفلسطينيون قذيفتي هاون على إشكول، وسقطتا في مناطق مكشوفة، دون وقوع أضرار أو إصابات.
15 مايو
في يوم عطلة عيد الأسابيع اليهودي، أطلق الفلسطينيون صاروخاً على إشكول، مما تسبب في انطلاق صافرات الإنذار. وسقط الصاروخ في منطقة مكشوفة، دون وقوع إصابات أو أضرار. وقع الهجوم بينما كان الفلسطينيون يحيون ذكرى النكبة وبالتزامن مع أعمال عنف واسعة النطاق في القدس والضفة الغربية.
في حادث منفصل وقع صباحاً، أطلقت قذيفتي هاون من سوريا على جبل الشيخ في هضبة الجولان الواقعة تحت الاحتلال الإسرائيلي. وسقطت القذيفتان في مناطق مكشوفة، دون وقوع إصابات أو أضرار، إلا أنها تسببت في إغلاق المنطقة أمام الجوالة لعدة ساعات. أعلنت كتائب عبد القادر الحسيني مسؤوليتها عن الهجوم، موضحة أن دافعه هو "الثأر لكل شهدائنا الذين فقدناهم في حربنا مع العدو الصهيوني". سقطت عدة قذائف هاون أطلقت من سوريا في هضبة الجولان في عدة حوادث سابقة، لكن افترض أن جميعها أطلقت بالخطأ جراء أحداث الحرب الأهلية السورية.

## يونيو
أطلق الفلسطينيون 5 صواريخ على إسرائيل في 3 هجمات منفصلة خلال الشهر.
19 يونيو
عند حوالي 5:40 ص، حيث تم جمع قادة العالم في القدس للاحتفال بعيد الميلاد التسعين للرئيس الإسرائيلي شمعون بيريز، أطلق الفلسطينيون 3 صواريخ على عسقلان، مما أدى لانطلاق صافرات الإنذار في المدينة والمناطق المجاورة. يرجح أن الصواريخ سقطت في مناطق مكشوفة في قطاع غزة، دون وقوع إصابات.
23/24 يونيو
في المساء، أطلق الفلسطينيون ما لا يقل عن 6 صواريخ على نتيفوت وبني شمعون وحوف عسقلان، اعترضت القبة الحديدية اثنين منهما. انطلقت صافرات الإنذار في بئر السبع ورهط ولهافيم، دون وقوع إصابات أو أضرار. ويعتقد أن حركة الجهاد الإسلامي خلف الهجوم، وذلك عقب احتقان داخلي في قطاع غزة بعد مقتل رائد جندية أحد قياديي الحركة اليوم السابق على يد شرطة حماس. ردت إسرائيل في نفس الليلة بغارات جوية على مخزني أسلحة وسط قطاع غزة وموقع إطلاق صواريخ وموقع آخر وصفته إسرائيل ببؤرة نشاط إرهابي جنوب القطاع، كما أغلقت معبر كرم أبو سالم ومعبر بيت حانون.

## يوليو
أطلق الفلسطينيون 5 صواريخ وقذيفتي هاون على إسرائيل في 6 هجمات منفصلة خلال الشهر. أطلقت 5 صواريخ من قطاع غزة واثنين من شبه جزيرة سيناء في مصر.
4 يوليو
أطلق صاروخ من مصر على إيلات. وردت أنباء بسماع دوي عدة انفجارات في المنطقة، ووجدت بقايا صاروخ بعد 5 أيام.
18 يوليو
في المساء، أطلق الفلسطينيون صاروخين على إشكول، دون وقوع إصابات أو أضرار.
21 يوليو
عند حوالي 10 م، أطلق الفلسطينيون صاروخاً على إشكول. سقط الصاروخ في منطقة مكشوفة، دون وقوع إصابات أو ضرار، وانطلقت صافرات الإنذار.
24 يوليو
عند حوالي 10 ص، أطلق الفلسطينيون قذيفتي هاون على إشكول. وسقطت القذيفتان داخل قطاع غزة، دون وقوع إصابات أو أضرار، ولم تنطلق صافرات الإنذار.
30 يوليو
في اليوم الذي استأنفت فيه إسرائيل والسلطة الوطنية الفلسطينية محادثات السلام بعد انقطاع دام 3 سنوات، أطلق الفلسطينيون صاروخاً على شاعر النقب. وانطلقت صافرات الإنذار في المنطقة، دون وقوع إصابات.

## أغسطس
أطلق الفلسطينيون في قطاع غزة 3 صواريخ على إسرائيل في 3 هجمات منفصلة خلال الشهر، كما أطلق صاروخ رابع من شبه جزيرة سيناء في مصر.
13 أغسطس
في المساء، أطلق الفلسطينيون صاروخين على سديروت، انفجر أحدهما في منطقة مكشوفة خارج المدينة، متسبباً في انطلاق صافرات الإنذار في المدينة وفي شاعر النقب، بينما سقط الآخر داخل قطاع غزة، دون وقوع إصابات أو أضرار. حدث ذلك بالتزامن مع إطلاق إسرائيل سراح 26 سجيناً فلسطينياً، وبعد أقل من 12 ساعة من إطلاق أنصار بيت المقدس صاروخاً على إيلات. ردت إسرائيل صباح اليوم التالي بغارة جوية على موقع إطلاق صواريخ شمال قطاع غزة.

## سبتمبر
أطلق الفلسطينيون 8 صواريخ على إسرائيل في 3 هجمات منفصلة خلال الشهر.
19 سبتمبر
بعد الثانية صباحاً بوقت قصير، تزامناً مع عطلة عيد العرش اليهودي، أطلق الفلسطينيون صاروخاً على حوف عسقلان، وتسبب في إطلاق صافرات الإنذار في المنطقة، دون وقوع إصابات.
28 سبتمبر
عند حوالي 1 ص، أطلق الفلسطينيون صاروخاً على حوف عسقلان، وانطلقت صافرات الإنذار. وسقط الصاروخ قرب ميناء عسقلان، دون وقوع إصابات أو أضرار.

## أكتوبر
أطلق الفلسطينيون 3 صواريخ وقذيفتي هاون في 3 هجمات منفصلة خلال الشهر.
27 أكتوبر
في 1:15 م، أطلق الفلسطينيون صاروخين على إشكول، وسقطا في منطقة مكشوفة، دون وقوع إصابات أو أضرار.
28 أكتوبر
عند حوالي 5 ص، أطلق الفلسطينيون صاروخين على حوف عسقلان وعسقلان، اعترضت منظومة القبة الحديدية أحدهما، بينما سقط الآخر في منطقة مكشوفة. انطلقت صافرات الإنذار، ولم تقع إصابات أو أضرار. تزامن الهجوم مع نشر قائمة تضم 26 أسيراً فلسطينياً في السجون الإسرائيلية لإطلاق سراحهم كإثبات حسن النية تجاه السلطة الفلسطينية. ردت إسرائيل على الهجوم بغارات جوية على قاذفتي صواريخ في قطاع غزة، دون التسبب في إصابات.

## نوفمبر
أطلق الفلسطينيون 5 قذائف هاون على إسرائيل في 4 هجمات منفصلة خلال الشهر.

## ديسمبر
أطلق الفلسطينيون 4 صواريخ على إسرائيل في 4 هجمات منفصلة خلال الشهر.
23 ديسمبر
بعيد منتصف الليل، أطلق الفلسطينيون صاروخ قسام على حوف عسقلان. وانفجر الصاروخ قرب موقف حافلات للأطفال، مما تسبب في أضرار طفيفة في الموقف لكن لم تقع إصابات. انطلقت صافرات الإنذار في المنطقة، وسمع دوي انفجار كبير.
26 ديسمبر
بعد منتصف الليل بقليل، أطلق الفلسطينيون صاروخاً نحو حوف عسقلان، متسبباً في انطلاق صافرات الإنذار في المنطقة. يرجح أن الصاروخ سقط داخل قطاع غزة، ولم تقع إصابات أو أضرار..
عند حوالي 19:50، أطلق الفلسطينيون صاروخاً نحو إشكول، متتسبباً في انطلاق صافرات الإنذار في المنطقة، ولم تقع إصابات أو أضرار.